# Stora Raggrund
Stora Raggrund är en ö i Finland. Den ligger i Norra kvarken och i kommunen Korsholm i den ekonomiska regionen  Vasa i landskapet Österbotten, i den västra delen av landet. Ön ligger omkring 30 kilometer nordväst om Vasa och omkring 400 kilometer nordväst om Helsingfors.
Öns area är 14,7 hektar och dess största längd är 1 kilometer i nord-sydlig riktning.